# 中央グリーン開発
中央グリーン開発株式会社（英称：CHUO GREEN KAIHATSU Co., Ltd.）は、埼玉県越谷市新越谷1丁目に本社を置く、ポラスグループの不動産販売会社で、新築分譲住宅の仕入れ・販売を行っている。

## 概要
主な事業としてはポラスの分譲住宅の販売、企画、設計や、ポラスの大型分譲住宅「パレットコート」の販売、企画、設計。その他不動産の販売、購入、設計、建築、管理、請け負い業務、賃貸、交換及びその代理、仲介業務。

## 沿革
- 2003年（平成15年） - デザインミックス竹ノ塚がゴールドナゲット賞（環太平洋の住宅外観賞）を受賞
- 2013年（平成25年） - フォレスタウン初石が、街並み部門において第1回流山市景観賞を受賞
- 2016年（平成28年）4月 - 開放的な半外空間を実現する独立柱土台金物 [ジー・キューブ]がグッドデザイン賞を受賞[1]

## グループ会社
- 株式会社中央住宅
- ポラテック株式会社
- 株式会社中央ビル管理
- ポラスガーデンヒルズ株式会社
- 株式会社住宅資材センター
- 住宅品質保証株式会社
- グローバルホーム株式会社
- ポラスハウジング協同組合
- 第一エネルギー設備株式会社
- ポラスグランテック株式会社
- ポラスマイホームプラザ株式会社
- 株式会社ポラス暮し科学研究所
- ポラスタウン開発株式会社
- 株式会社ポラスのリフォーム
- ポラスオーナーズ株式会社
- 株式会社ポラスアルファ
- 職業訓練法人ポラス建築技術振興会
- ポラテック富士株式会社
- ポラテック東北株式会社
- ポラテック西日本株式会社
- ジバテック株式会社
- ポラスシェアード株式会社